# Johann Anderson
Pour les articles homonymes, voir Anderson.
Johann Anderson, né le 14 mars 1674 à Hambourg et décédé le 3 mai 1743 dans la même ville, est un juriste allemand, maire de Hambourg, naturaliste et linguiste.

## Biographie
Johann Anderson, fils du marchand et armateur baleinier hambourgeois Ammon Anderson, étudie le droit à partir de 1694, d'abord à Leipzig, puis entre 1695 et 1697 à Halle, et obtient son doctorat à Leyde. Le titre de sa thèse de doctorat est De iuramento Zenoniano. En plus de ses études de droit, Anderson s'intéresse aux sciences naturelles, notamment par le biais de ses relations avec le néerlandais Antoni van Leeuwenhoek (1632-1723).
Anderson retourne à Hambourg à la fin du mois d'août 1697, initialement pour travailler comme avocat. En 1702, il devient secrétaire du conseil, et en 1708, syndic. À ce titre, il négocie avec un représentant britannique un traité qui entraîne l'égalisation des harengs salés de différentes origines à Hambourg. Du 5 février 1723 jusqu'à sa mort, Anderson est maire de la ville de Hambourg.
Le 11 janvier 1731, sous le nom académique de Marcus Cato, il est élu membre titulaire (matricule n° 420) de l'Académie Léopoldine. En 1735, il reçoit Carl von Linné (1707-1778) à qui il montre une hydre à sept têtes empaillée qu'il a achetée et dont il est convaincu de l'authenticité. Linné parvient à démontrer qu'il s'agit d'une tromperie, s'attirant la colère d'Anderson. 
Anderson collectionne les ouvrages, notamment sur l'Islande et le Groenland et sur les zones de pêche et de chasse à la baleine dans l'Atlantique Nord. Son ouvrage Nachrichten von Island, Grönland und der Straße Davis (Nouvelles d'Islande, du Groenland et du détroit de Davis), qui traite des conditions de vie en Islande et au Groenland, a été publié à titre posthume en 1746 et traduit en plusieurs langues. Anderson, qui ne s'était jamais rendu lui-même en Islande ou au Groenland, a écrit cet ouvrage non seulement par intérêt scientifique mais aussi pour contribuer au développement économique de Hambourg. L'annexe de l'ouvrage contient une description de la grammaire et du vocabulaire utilisés par les Inuits du Groenland. L'ouvrage lui-même contient, entre autres, un traité scientifique sur la migration des harengs, qui a été diffusé au niveau international sous le nom de théorie de la tribu polaire.
Johann Anderson est marié à Margaretha von Lengerke, fille du maire de Hambourg Peter von Lengerke. Ils ont un fils, le juriste Johann Anderson junior (1717-1790), qui est également maire de Hambourg entre 1783 et 1790. Son petit-fils Christian Daniel Anderson (1753-1826) est également avocat et secrétaire du conseil à Hambourg.